# Krajna (uroczysko)
Krajna – uroczysko-dawna miejscowość w województwie podkarpackim, w powiecie przemyskim, w gminie Bircza.
Wieś leżała na terenie Pogórza Przemyskiego.
Krajna była założona w XVI wieku, jako jedna z ostatnich wsi klucza rybotyckiego. W połowie XIX wieku właścicielami posiadłości tabularnej w Krajnej byli Antoni i Józef Tyszkowscy. Ostatni właściciel, Paweł Tyszkowski, na początku XX wieku zapisał wieś Polskiej Akademii Umiejętności w Krakowie.
W 1921 Krajna liczyła 46 domów i 279 mieszkańców (250 wyznania greckokatolickiego, 14 rzymskokatolickiego, 15 mojżeszowego). Większość mieszkańców wysiedlono w 1946 na Ukrainę. Zniszczoną zabudowę wsi i miejsce po cerkwi z 1882 zarasta las. 
W II Rzeczypospolitej wieś położona powiecie dobromilskim województwa lwowskiego. W grudniu 1945 nacjonaliści ukraińscy z OUN-UPA spalili wszystkie zabudowania po wysiedlonych Ukraińcach, mordując tu 3 Polaków.
Na północny zachód od dawnej wsi, na grzbiecie góry, zbudowano lotnisko Krajna.

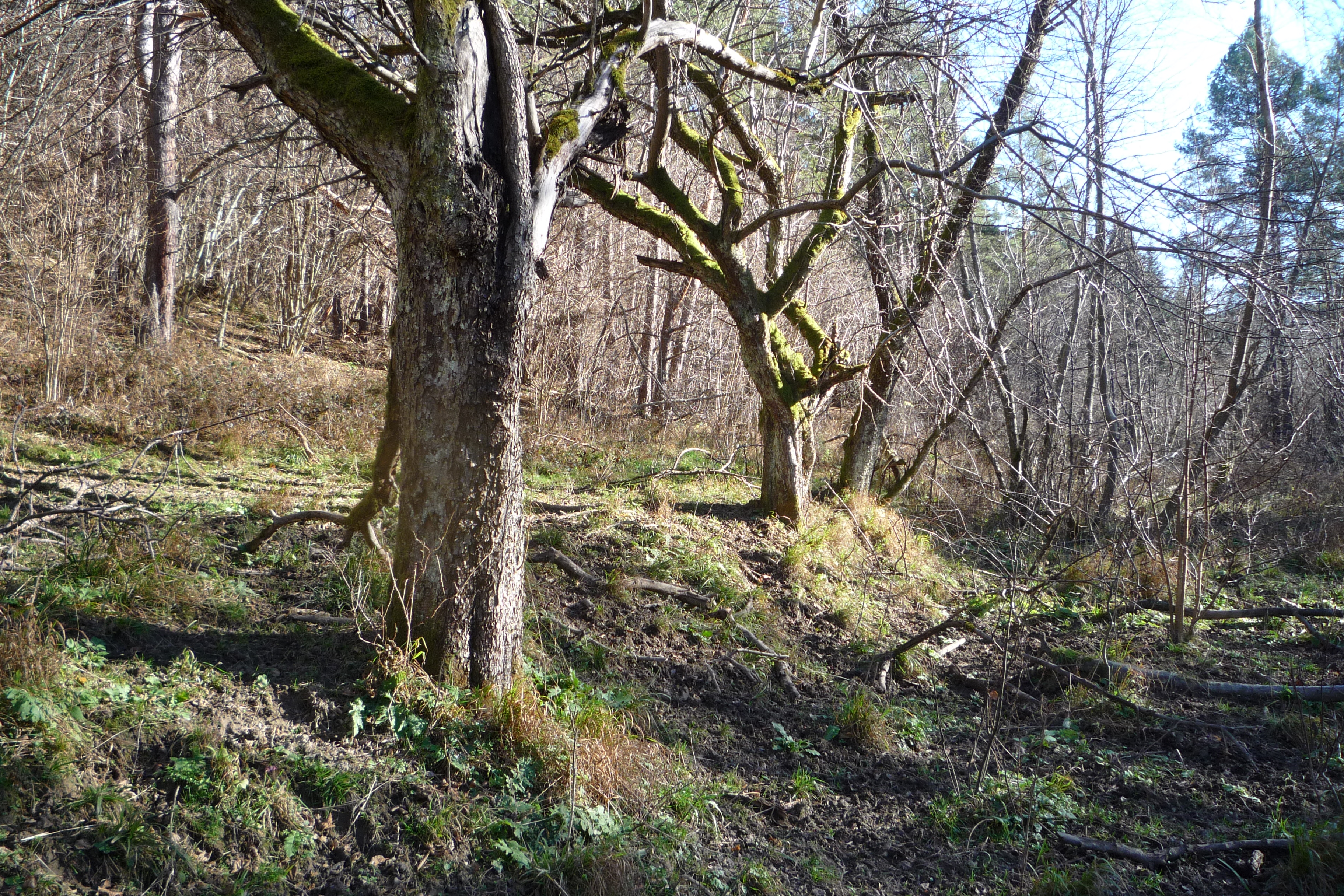
Krajna-drzewa

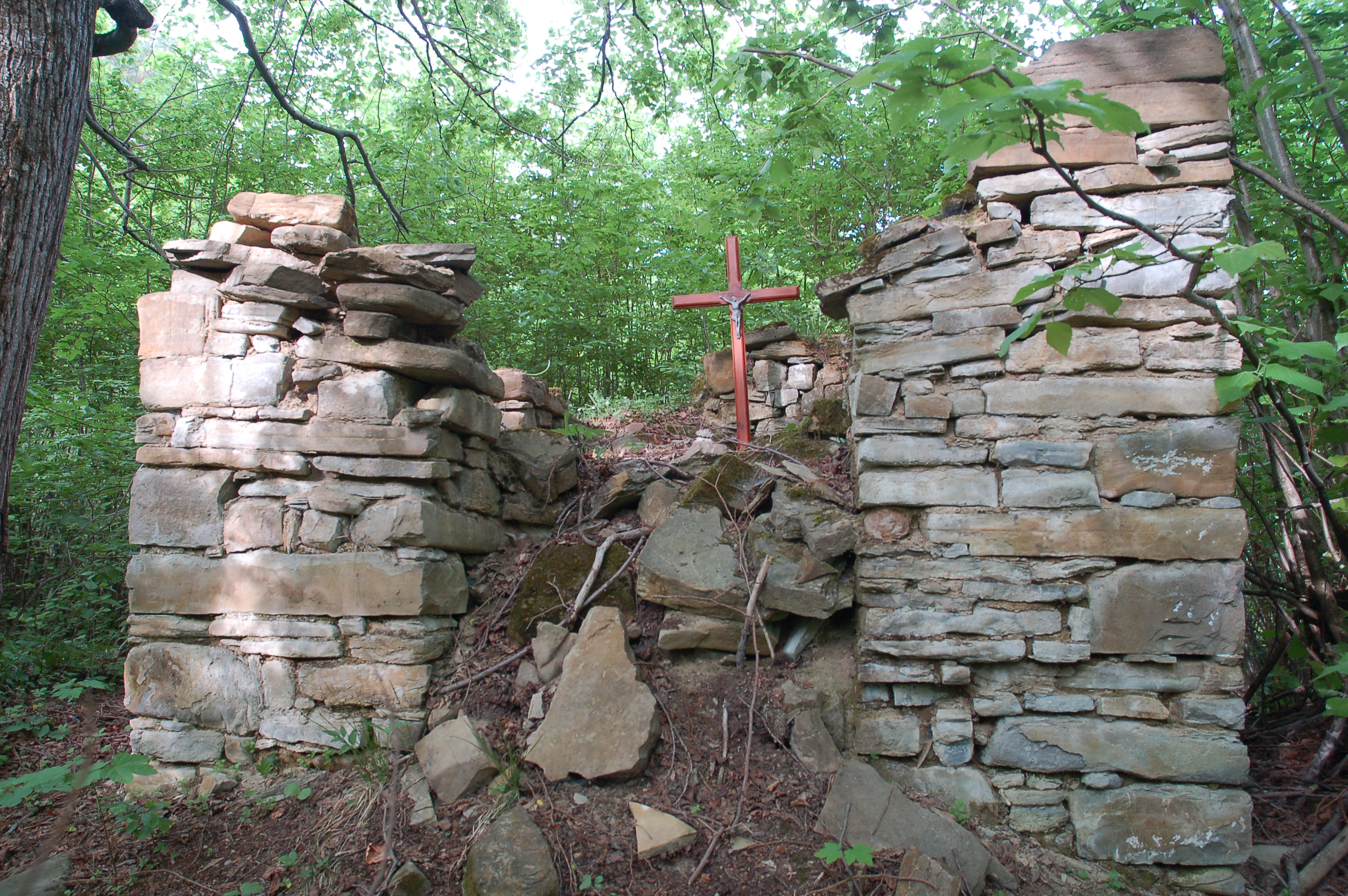
Ruiny kaplicy we wsi Krajna